# Open GDF Suez
L'Open Gaz de France puis GDF Suez est un ancien tournoi de tennis féminin du circuit professionnel WTA.
L'épreuve s'est déroulée en chaque début d'année à Paris de 1993 (en remplacement de l'Open Clarins) à 2014. En 2015, le retour du tournoi d'Anvers conduit à la disparition de l'Open GDF Suez.
Avec trois succès en six finales, la Française Amélie Mauresmo détient le record de victoires en simple. Elle devient par la suite codirectrice du tournoi avec Régis Brunet (IMG France). 
Douze des vingt-deux éditions disputées ont vu s'imposer une joueuse qui a été numéro un mondiale au classement WTA au cours de sa carrière.

## Palmarès

### Simple
| No | Date       | Nom et lieu du tournoi    | Catégorie | Dotation  | Surface         | Vainqueure          | Finaliste        | Score          |         |
| -- | ---------- | ------------------------- | --------- | --------- | --------------- | ------------------- | ---------------- | -------------- | ------- |
| 1  | 15-02-1993 | Open Gaz de France, Paris | Tier II   | 375 000 $ | Moquette (int.) | Martina Navrátilová | Monica Seles     | 6-3, 4-6, 7-6  | Tableau |
| 2  | 14-02-1994 | Open Gaz de France, Paris | Tier II   | 400 000 $ | Moquette (int.) | Martina Navrátilová | Julie Halard     | 7-5, 6-3       | Tableau |
| 3  | 13-02-1995 | Open Gaz de France, Paris | Tier II   | 430 000 $ | Moquette (int.) | Steffi Graf         | Mary Pierce      | 6-2, 6-2       | Tableau |
| 4  | 12-02-1996 | Open Gaz de France, Paris | Tier II   | 450 000 $ | Moquette (int.) | Julie Halard        | Iva Majoli       | 7-5, 7-6       | Tableau |
| 5  | 10-02-1997 | Open Gaz de France, Paris | Tier II   | 450 000 $ | Moquette (int.) | Martina Hingis      | Anke Huber       | 6-3, 3-6, 6-3  | Tableau |
| 6  | 09-02-1998 | Open Gaz de France, Paris | Tier II   | 450 000 $ | Moquette (int.) | Mary Pierce         | Dominique Monami | 6-3, 7-5       | Tableau |
| 7  | 22-02-1999 | Open Gaz de France, Paris | Tier II   | 520 000 $ | Moquette (int.) | Serena Williams     | Amélie Mauresmo  | 6-2, 3-6, 7-6  | Tableau |
| 8  | 07-02-2000 | Open Gaz de France, Paris | Tier II   | 535 000 $ | Moquette (int.) | Nathalie Tauziat    | Serena Williams  | 7-5, 6-2       | Tableau |
| 9  | 05-02-2001 | Open Gaz de France, Paris | Tier II   | 565 000 $ | Moquette (int.) | Amélie Mauresmo     | Anke Huber       | 7-62, 6-1      | Tableau |
| 10 | 04-02-2002 | Open Gaz de France, Paris | Tier II   | 585 000 $ | Moquette (int.) | Venus Williams      | Jelena Dokić     | Forfait        | Tableau |
| 11 | 03-02-2003 | Open Gaz de France, Paris | Tier II   | 585 000 $ | Moquette (int.) | Serena Williams     | Amélie Mauresmo  | 6-3, 6-2       | Tableau |
| 12 | 09-02-2004 | Open Gaz de France, Paris | Tier II   | 585 000 $ | Moquette (int.) | Kim Clijsters       | Mary Pierce      | 6-2, 6-1       | Tableau |
| 13 | 07-02-2005 | Open Gaz de France, Paris | Tier II   | 585 000 $ | Moquette (int.) | Dinara Safina       | Amélie Mauresmo  | 6-4, 2-6, 6-3  | Tableau |
| 14 | 06-02-2006 | Open Gaz de France, Paris | Tier II   | 600 000 $ | Moquette (int.) | Amélie Mauresmo     | Mary Pierce      | 6-1, 7-62      | Tableau |
| 15 | 05-02-2007 | Open Gaz de France, Paris | Tier II   | 600 000 $ | Moquette (int.) | Nadia Petrova       | Lucie Šafářová   | 4-6, 6-1, 6-4  | Tableau |
| 16 | 04-02-2008 | Open Gaz de France, Paris | Tier II   | 600 000 $ | Dur (int.)      | Anna Chakvetadze    | Ágnes Szávay     | 6-3, 2-6, 6-2  | Tableau |
| 17 | 09-02-2009 | Open GDF Suez, Paris      | Premier   | 600 000 $ | Dur (int.)      | Amélie Mauresmo     | Elena Dementieva | 7-67, 2-6, 6-4 | Tableau |
| 18 | 08-02-2010 | Open GDF Suez, Paris      | Premier   | 700 000 $ | Dur (int.)      | Elena Dementieva    | Lucie Šafářová   | 6-75, 6-1, 6-4 | Tableau |
| 19 | 07-02-2011 | Open GDF Suez, Paris      | Premier   | 618 000 $ | Dur (int.)      | Petra Kvitová       | Kim Clijsters    | 6-4, 6-3       | Tableau |
| 20 | 06-02-2012 | Open GDF Suez, Paris      | Premier   | 637 000 $ | Dur (int.)      | Angelique Kerber    | Marion Bartoli   | 7-63, 5-7, 6-3 | Tableau |
| 21 | 28-01-2013 | Open GDF Suez, Paris      | Premier   | 690 000 $ | Dur (int.)      | Mona Barthel        | Sara Errani      | 7-5, 7-64      | Tableau |
| 22 | 27-01-2014 | Open GDF Suez, Paris      | Premier   | 710 000 $ | Dur (int.)      | A. Pavlyuchenkova   | Sara Errani      | 3-6, 6-2, 6-3  | Tableau |

### Double
| No | Date       | Nom et lieu du tournoi   | Catégorie | Dotation  | Surface         | Vainqueures                               | Finalistes                              | Score             |         |
| -- | ---------- | ------------------------ | --------- | --------- | --------------- | ----------------------------------------- | --------------------------------------- | ----------------- | ------- |
| 1  | 15-02-1993 | Open Gaz de France Paris | Tier II   | 375 000 $ | Moquette (int.) | Jana Novotná Andrea Strnadová             | Jo Durie Catherine Suire                | 7-6, 6-2          | Tableau |
| 2  | 14-02-1994 | Open Gaz de France Paris | Tier II   | 400 000 $ | Moquette (int.) | Sabine Appelmans Laurence Courtois        | Mary Pierce Andrea Temesvári            | 6-4, 6-4          | Tableau |
| 3  | 13-02-1995 | Open Gaz de France Paris | Tier II   | 430 000 $ | Moquette (int.) | Meredith McGrath Larisa Neiland           | Manon Bollegraf Rennae Stubbs           | 6-4, 6-1          | Tableau |
| 4  | 12-02-1996 | Open Gaz de France Paris | Tier II   | 450 000 $ | Moquette (int.) | Kristie Boogert Jana Novotná              | Julie Halard Nathalie Tauziat           | 6-4, 6-3          | Tableau |
| 5  | 10-02-1997 | Open Gaz de France Paris | Tier II   | 450 000 $ | Moquette (int.) | Martina Hingis Jana Novotná               | Alexandra Fusai Rita Grande             | 6-3, 6-0          | Tableau |
| 6  | 09-02-1998 | Open Gaz de France Paris | Tier II   | 450 000 $ | Moquette (int.) | Sabine Appelmans Miriam Oremans           | Anna Kournikova Larisa Neiland          | 1-6, 6-3, 7-6     | Tableau |
| 7  | 22-02-1999 | Open Gaz de France Paris | Tier II   | 520 000 $ | Moquette (int.) | Irina Spîrlea Caroline Vis                | Elena Likhovtseva Ai Sugiyama           | 7-5, 3-6, 6-3     | Tableau |
| 8  | 07-02-2000 | Open Gaz de France Paris | Tier II   | 535 000 $ | Moquette (int.) | Julie Halard Sandrine Testud              | Åsa Svensson Émilie Loit                | 3-6, 6-3, 6-4     | Tableau |
| 9  | 05-02-2001 | Open Gaz de France Paris | Tier II   | 565 000 $ | Moquette (int.) | Iva Majoli Virginie Razzano               | Kimberly Po Nathalie Tauziat            | 6-3, 7-5          | Tableau |
| 10 | 04-02-2002 | Open Gaz de France Paris | Tier II   | 585 000 $ | Moquette (int.) | Nathalie Dechy Meilen Tu                  | Elena Dementieva Janette Husárová       | Forfait           | Tableau |
| 11 | 03-02-2003 | Open Gaz de France Paris | Tier II   | 585 000 $ | Moquette (int.) | Barbara Schett Patty Schnyder             | Marion Bartoli Stéphanie Cohen-Aloro    | 2-6, 6-2, 7-65    | Tableau |
| 12 | 09-02-2004 | Open Gaz de France Paris | Tier II   | 585 000 $ | Moquette (int.) | Barbara Schett Patty Schnyder             | Silvia Farina Francesca Schiavone       | 6-3, 6-2          | Tableau |
| 13 | 07-02-2005 | Open Gaz de France Paris | Tier II   | 585 000 $ | Moquette (int.) | Iveta Benešová Květa Peschke              | Anabel Medina Dinara Safina             | 6-2, 2-6, 6-2     | Tableau |
| 14 | 06-02-2006 | Open Gaz de France Paris | Tier II   | 600 000 $ | Moquette (int.) | Émilie Loit Květa Peschke                 | Cara Black Rennae Stubbs                | 7-65, 6-4         | Tableau |
| 15 | 05-02-2007 | Open Gaz de France Paris | Tier II   | 600 000 $ | Moquette (int.) | Cara Black Liezel Huber                   | Gabriela Navrátilová Vladimíra Uhlířová | 6-2, 6-0          | Tableau |
| 16 | 04-02-2008 | Open Gaz de France Paris | Tier II   | 600 000 $ | Dur (int.)      | Alona Bondarenko Kateryna Bondarenko      | Eva Hrdinová Vladimíra Uhlířová         | 6-1, 6-4          | Tableau |
| 17 | 09-02-2009 | Open GDF Suez Paris      | Premier   | 600 000 $ | Dur (int.)      | Cara Black Liezel Huber                   | Květa Peschke Lisa Raymond              | 6-4, 3-6, [10-4]  | Tableau |
| 18 | 08-02-2010 | Open GDF Suez Paris      | Premier   | 700 000 $ | Dur (int.)      | Iveta Benešová B. Z. Strýcová             | Cara Black Liezel Huber                 | Forfait           | Tableau |
| 19 | 07-02-2011 | Open GDF Suez Paris      | Premier   | 618 000 $ | Dur (int.)      | Bethanie Mattek-Sands Meghann Shaughnessy | Vera Dushevina Ekaterina Makarova       | 6-4, 6-2          | Tableau |
| 20 | 06-02-2012 | Open GDF Suez Paris      | Premier   | 637 000 $ | Dur (int.)      | Liezel Huber Lisa Raymond                 | Anna-Lena Grönefeld Petra Martić        | 7-63, 6-1         | Tableau |
| 21 | 28-01-2013 | Open GDF Suez Paris      | Premier   | 690 000 $ | Dur (int.)      | Sara Errani Roberta Vinci                 | Andrea Hlaváčková Liezel Huber          | 6-1, 6-1          | Tableau |
| 22 | 27-01-2014 | Open GDF Suez Paris      | Premier   | 710 000 $ | Dur (int.)      | Anna-Lena Grönefeld Květa Peschke         | Tímea Babos Kristina Mladenovic         | 6-77, 6-4, [10-5] | Tableau |